# District de Mavago
Le district de Mavago est une subdivision administrative de la province de Niassa au nord du Mozambique. En 2005, sa population est de 17 046 habitants.

## Source de la traduction
- (en) Cet article est partiellement ou en totalité issu de l’article de Wikipédia en anglais intitulé « Mavago District » (voir la liste des auteurs).